# Егоров, Геннадий Васильевич
Геннадий Васильевич Егоров (9 марта 1946 года в селе Тетвель Чистопольского района Татарской АССР, РСФСР, СССР) — российский политик, депутат Государственной Думы ФС РФ первого созыва

## Биография
С 1962 по 1970 год работал на Альметьевском газоперерабатывающем заводе рабочим, бригадиром цеха автоматизации производства. С 1970 по 1975 год работал в Альметьевском городском комитете ВЛКСМ инструктором, вторым секретарём, первым секретарём горкома. В 1973 году получил высшее образование по специальности «инженер-технолог» на нефтяном факультете Казанского химико-технологического института им. С. М. Кирова.
С 1975 по 1981 год работал на предприятиях строительной и нефтяной отрасли секретарём партийного комитета, заместителем управляющего трестом. В 1983 году закончил обучение в Саратовской высшей партийной школе КПСС. С 1983 по 1986 год работал в Татарском областном комитете КПСС инструктором орготдела.
С 1986 по 1990 год работал на производственном объединении «Татнефть» заместителем генерального директора, был секретарём партийного комитета КПСС. Избирался депутатом Верховного Совета Татарской АССР, депутатом Альметьевского районного совета, депутатом и председателем Совета народных депутатов города Альметьевска.
В 1993 году избран депутатом Государственной думы Федерального Собрания Российской Федерации первого созыва от Альметьевского одномандатного избирательного округа № 25. В Государственной думе был членом комитета по вопросам местного самоуправления, входил в депутатскую группу «Россия».
С 1996 года работает в ОАО «Татнефть» директором представительства в Казани.

## Награды и звания
Медаль «За доблестный труд. В ознаменование 100-летия со дня рождения В. И. Ленина».
Почётное звание «Заслуженный нефтяник республики Татарстан»